# Sankt Gallen kanton
Sankt Gallen (svájci német dialektusban Sanggale, franciául Saint-Gall, olaszul San Gallo, rétorománul Son Gagl) Svájc egyik kantonja az ország északkeleti részén. 2013-ban 491 699 lakosa volt. Székhelye Sankt Gallen városa. 

## Története

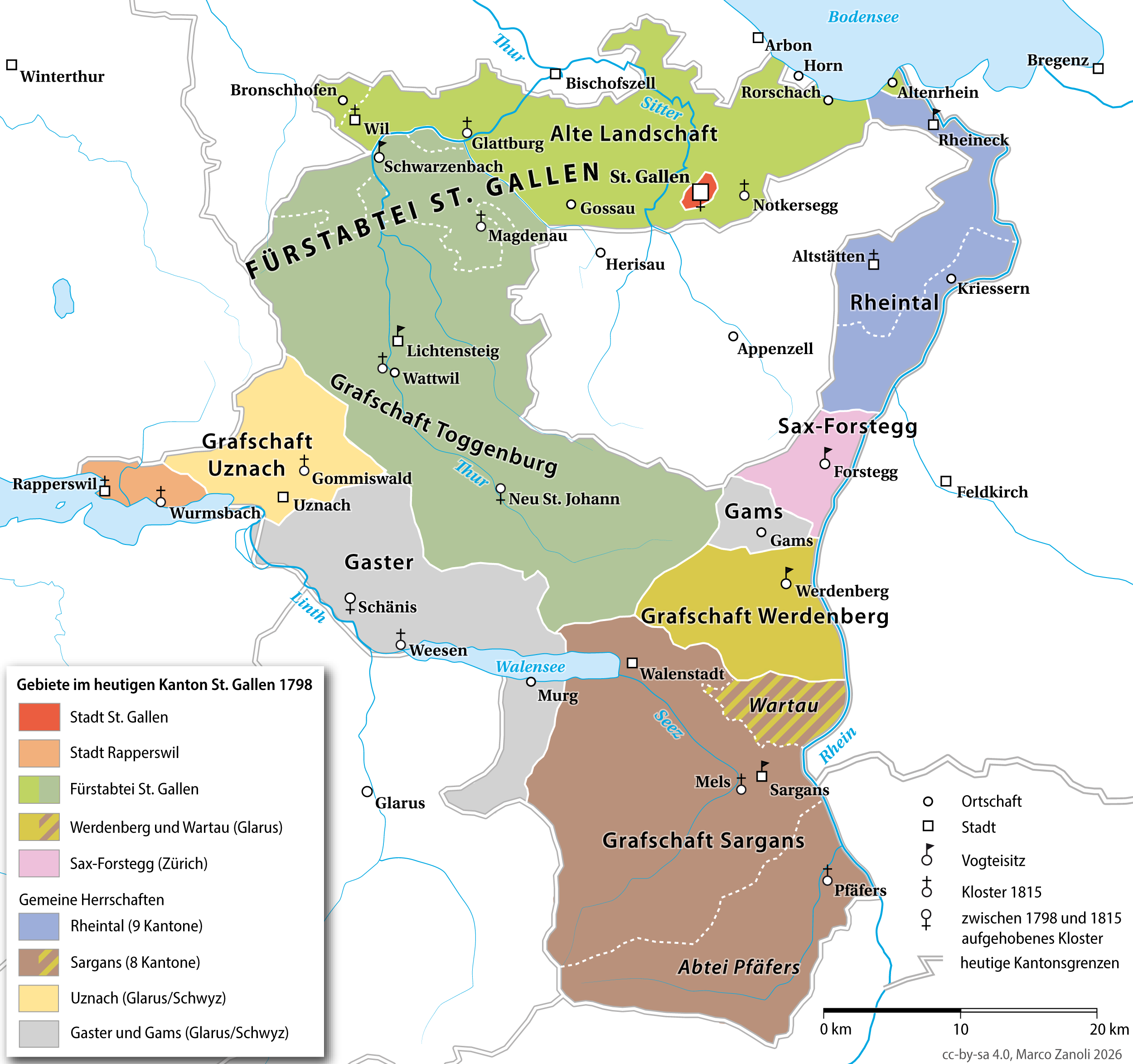
Sankt Gallen történelmi területei

Sankt Gallen kantont Bonaparte Napóleon hozta létre mesterségesen különböző történelmi területekből és birtokokból az 1803-as rendeletével, melyben az addigi Helvét Köztársaság helyett megalapította a Svájci Államszövetséget. A kanton területének mintegy fele a Sankt Gallen-i apátság birtokaiból származik.
A kolostor története i.sz. 612-ig megy vissza, amikor az ír Szent Gál remetelakot épített a helyén. 720-ban az alemann Szent Otmár alapította meg az apátságot, melyet Gálról nevezett el. 926-ban a kalandozó magyarok kifosztották a kolostort és a környező várost. 1205 körül a kolostor apátja a Német-római Birodalom önálló egyházi vazallusa lett. 1405-ben Appenzell fellázadt az apát uralma ellen, sikeresen elszakadt és csatlakozott az Ósvájci Konföderációhoz. 1415-ben Sankt Gallen város szabadságjogokat vásárolt Zsigmond császártól, a század végére pedig teljesen elszakadva az apátsági függéstől, szabad birodalmi városi jogokat kapott. 1468-ban a kolostor megszerezte a Toggenburg grófok birtokait. Mind a város (1454-ben), mind a kolostor (1451-ben) társult tagként csatlakozott az Ósvájci Konföderációhoz, de Appenzellel ellentétben nem kívántak teljes jogú kanton lenni.
A reformáció idején a város polgármestere, Joachim Vadian protestáns hitre térítette Sankt Gallent, míg a kolostor természetesen a katolikus hit bástyája maradt. A feltüzelt városi lakosság azonban kiűzte a szerzeteseket a városból és leszaggatta a szentképeket a városi templomokból.
1798-ban a francia megszállás után létrehozták a Helvét Köztársaságot. A kanton mai területének északi fele Säntis kantonhoz, a déli pedig Glarus egyes részeivel Linth kantonhoz került. Az apátságot 1798. szeptember 17-én felszámolták, Pankraz Vorster apát pedig Bécsbe menekült. Az új kormányzat által kivetett adók és a kolostor bezárása miatt lázadások törtek ki. A második koalíciós háború idején, 1799-ben az osztrák hadsereg bevonult Sankt Gallenbe és rövid időre visszaültette az apátot korábbi helyére. Az 1803-as mediációs törvénnyel Napóleon megszüntette a Helvét Köztársaságot és létrehozta a kantonok konföderációját, a Svájci Államszövetséget. Ekkor hozták létre Sankt Gallen kantont az apátság, Sankt Gallen szabad város, Rapperswil, a pfäfersi kolostor, Sargans grófság és a rheintali, sax-forsteggi, hohensaxi, werdenbergi, windeggi és uznachi birtokok összeolvasztásával. A kanton alkotmányát 1814-ben hozták létre, amelyet később többször módosítottak, utoljára 2001-ben. 

## Földrajza

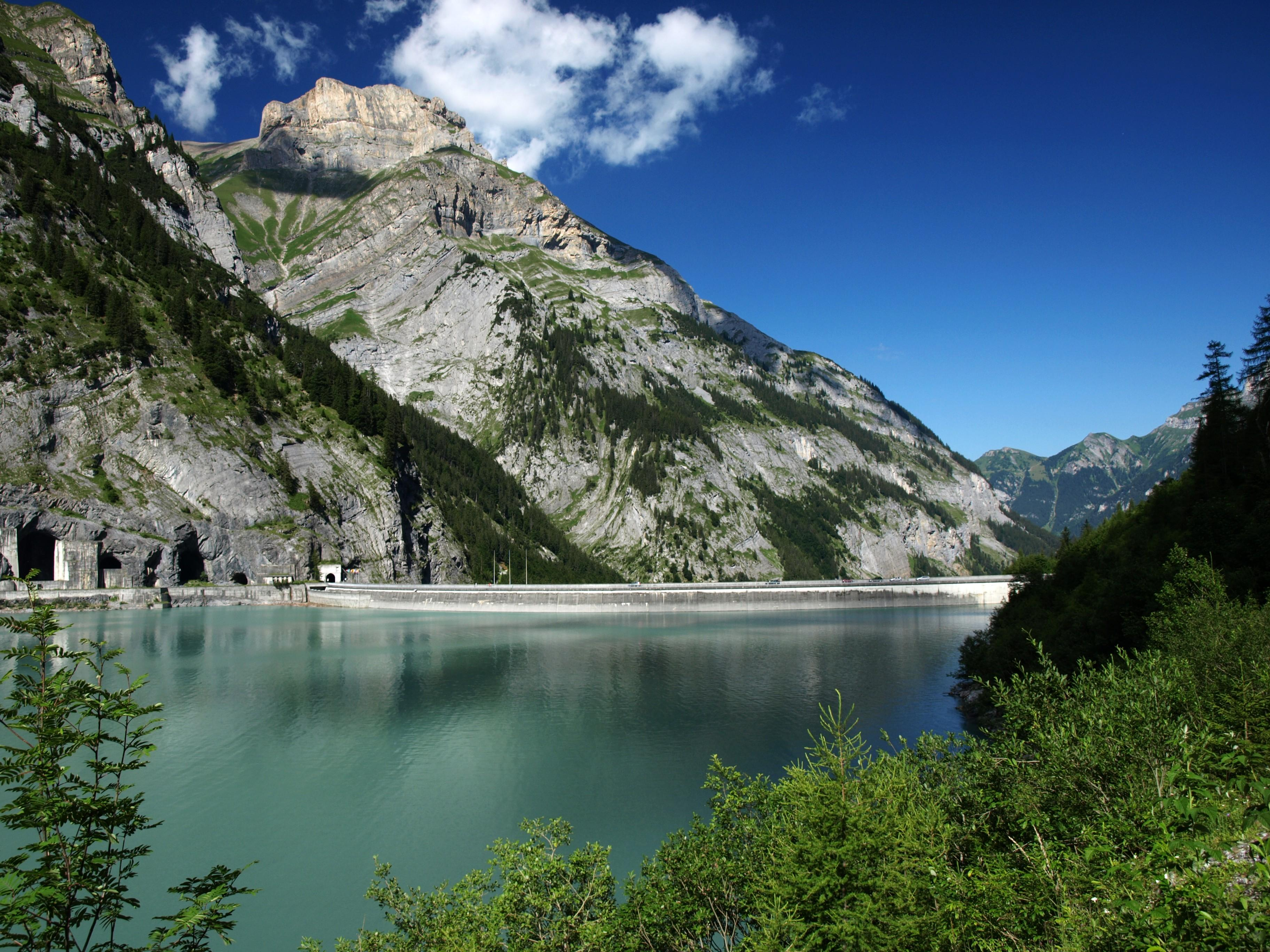
Hegyi tó (Gigerwaldsee) Sankt Gallenban

Sankt Gallen kanton Svájc északkeleti felén helyezkedik el. Északon Thurgau kanton és a Boden-tó (és azon keresztül Németország Baden-Württemberg tartománya), keleten Ausztria Vorarlberg tartománya és Liechtenstein, délen Graubünden, Glarus és Schwyz kantonok, nyugaton pedig Zürich kanton határolja. Sankt Gallen teljesen körbeveszi Appenzell Innerrhoden és Appenzell Ausserrhoden kantonok területét.
A kanton legfontosabb folyói a Rajna, a Thur, a Linth és a Seez. A Rajna és a Boden-tó északi síkságait délen az Appenzelli Alpok és a Glarusi Alpok váltják fel. A legnagyobb tavak a Boden-tó, a Zürichi-tó és a Walen-tó, de valamennyin más kantonokkal osztozik. Legalacsonyabb pontja a Boden-tó (398 m), a legmagasabb pedig a 3251 m magas Ringelspitz. Részben a kanton területére esik a sardonai tektonikus törésvonal, melyet az UNESCO a Világörökség részévé nyilvánított.
Sankt Gallen területe 2025,54 km2, melyből 980 km2-t a mezőgazdaság hasznosít, 620 km2 pedig erdő. 259 km2-t tesznek ki a magashegyek, gleccserek és folyók, 176 km2-t pedig a települések és utak.

## Közigazgatás

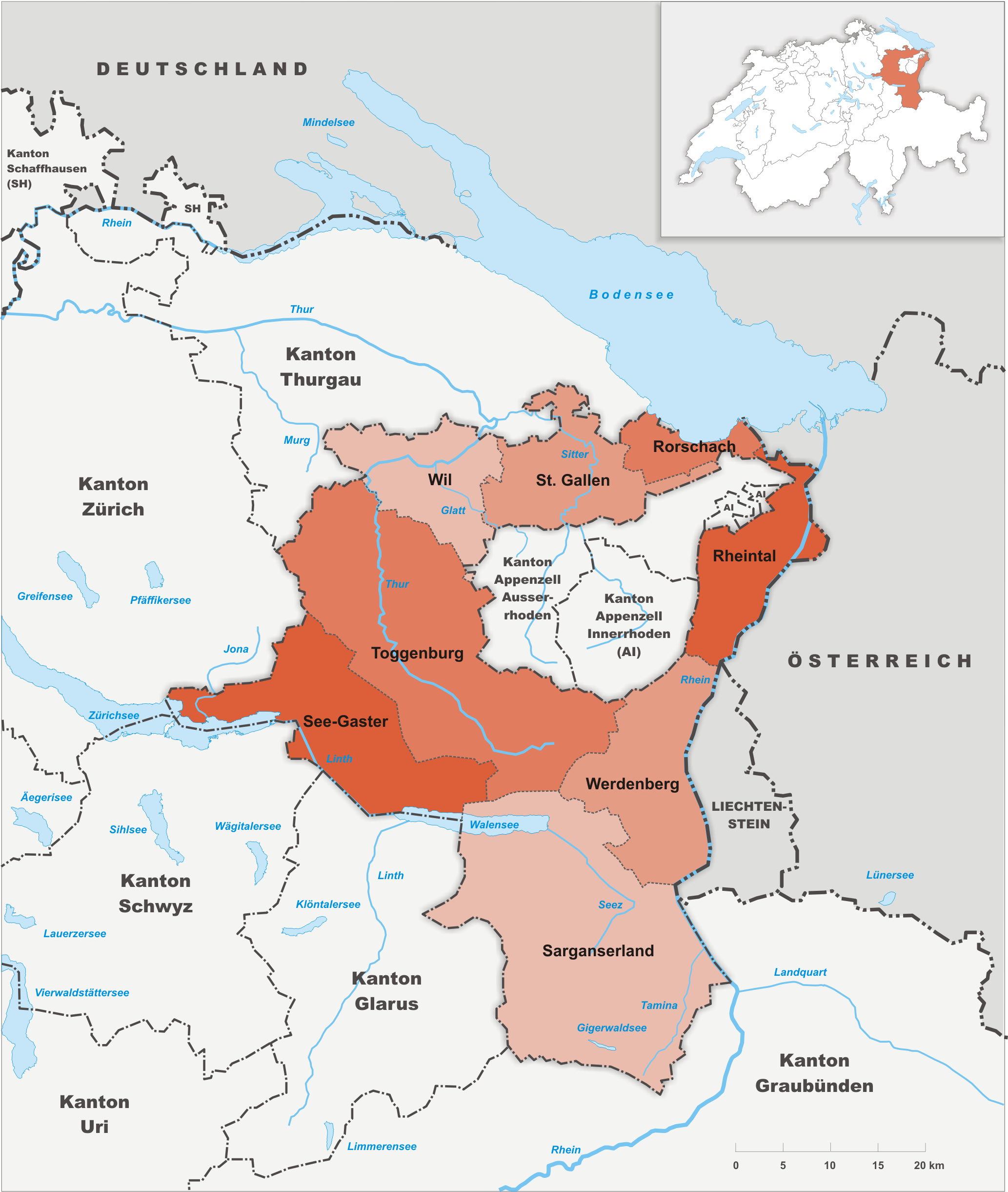
Sankt Gallen választókörzetei

2003 óta Sankt Gallent a korábbi kerületek (Bezirke) helyett 8 választókörzetre (Wahlkreise), valamint 86 önkormányzatra osztják:
- Rheintal, székhelye Altstätten
- Rorschach, székhelye Rorschach
- Sarganserland, székhelye Sargans
- See-Gaster, székhelye Rapperswil-Jona
- Sankt Gallen, székhelye Sankt Gallen
- Toggenburg, székhelye Lichtensteig
- Werdenberg, székhelye Buchs
- Wil, székhelye Wil

## Népesség
A lakosok többsége német anyanyelvű (88%) és katolikus (52%), míg 28%-uk evangelikus vallású. A nagyobb városok Sankt Gallen (69 700 lakos), Jona (18 100 lakos), Wil (17 500 lakos) és Gossau (17 000 lakos).

## Gazdaság
A mezőgazdaság legfontosabb az ága a szarvasmarhatenyésztés a hegyi legelőkön, valamint az északi síkvidéken a gyümölcs- és szőlőtermelés.
Az ipar főbb ágai az optikai, pirotechnikai, vegyi termékek és gyógyszerek gyártása. Jelentős a turizmus, Bad Ragazban és St. Margrethenben termálfürdő is található.

## Fordítás
- Ez a szócikk részben vagy egészben  a   Canton of St. Gallen című angol Wikipédia-szócikk ezen változatának fordításán alapul.  Az eredeti cikk szerkesztőit annak laptörténete sorolja fel. Ez a jelzés csupán a megfogalmazás eredetét és a szerzői jogokat jelzi, nem szolgál a cikkben szereplő információk forrásmegjelöléseként.